# 沃金頓 (英國國會選區)
沃金頓（英語：Workington），英國國會一自治市選區，包括英格蘭西北部坎布里亞郡阿勒代爾的北部。
始於1918年。本區一直是工黨的根據地。保守黨只是在1976年一次補選中勝出過。2010年大選中托尼·坎寧安以45.5%選票自2001年起二度連任。